# Podhůří (Vrchlabí)
Podhůří (do roku 1950 Harta) je část města Vrchlabí v okrese Trutnov. Nachází se směrem ke Kunčicím nad Labem. Nejstarší tkalcovna ve Vrchlabí se nacházela v Podhůří a jejím majitelem byl Eugenal Viktor Cypers.

## Historie
První zmínka o poplužním dvoře rozkládajícím se na území dnešního Podhůří byla zaznamenána roku 1574. Budovy dvora byly přestavěny kolem roku 1780 na obytné prostory, z téhož roku pochází první zmínka o zámku.
V roce 1880 byla založena v Podhůří pošta. Na poštovních razítkách, z pošty v Podhůří byl nápis Harta. Nyní (od roku 1950) je na poštovních razítkách uveden nápis Vrchlabí 3. Pošta byla původně umístěna v domku č.p. 101, později přesunuta na nynější železniční stanici. Poté byla přemístěna zpět do domku v č.p. 101. V roce 1933 měla poštmistra, listonoše a 3 poštovní úředníky. V letech 1920 až 1938 byl na razítku ještě nápis *Č.S.P.*.
Ve vsi se nachází zámek, jehož vznik není přesně datován, ale byl zmíněn již v roce 1780. Objekt byl původně hospodářský statek. Na konci 18. století vlastnil statek F. Lahr, rychtář z Horního Lánova. Později v přízemní budově sídlil lesní úřad hraběcích lesů rodu Morzinů. V 70. letech 19. století koupil od Vrchlabského velkostatku statek majitel textilní firmy Fridrich Vilém Krönig, který jej nechal pseudorenesančně upravit, přistavěna byla věž čtvercovitého půdorysu. Od té doby se budově říká zámek, i když to nikdy zámek v pravém slova smyslu nebyl. Během 2. světové války zde pobývala baronka Betty Rumler von Aichenwehr.  Po válce musela zcela bez prostředků Hartu opustit. Zámku nesměla chybět podzemní úniková chodba na Žalý (podle nepodložených pověstí, chodba nebyla nalezena) . Část zámku byla předělána na obytné byty, další část upravena pro potřeby lesního úřadu. V kdysi průmyslové části zámecké usedlosti dnes sídlí základní škola. Pod zámkem se nachází rybník Šíďák, který býval dlážděný. Místem protéká Vápenický potok.
Fridrich Vilém Krönig byl místní významný podnikatel v oblasti textilního průmyslu. V Hartě působil asi 100 let po Bramborové válce. Vilu Krönig nechal postavit pravděpodobně na sklonku 19. století. Kolem vily vznikl park. Po roce 1945 získala vilu TJ Sokol Harta, která se roku 1956 transformovala na TJ Jiskra Podhůří. Tehdy začala fungovat jako sokolovna (tělocvična), a jak to na vesnicích bývá, pravděpodobně i jako kulturní dům. Později se tam konaly odpolední čaje, vesnické zábavy a plesy, v budově byla i knihovna. Od roku 1993 zde byla provozována věhlasná diskotéka Dr. MAX. Noční diskotékový život v klubu přestal v prvním desetiletí 21. století.
Za zmínku také stojí vila Vebendorfer (dnešní budova školky), objekty bývalého Zirmova bělidla (1867), valy z doby Bramborové války - války o bavorské dědictví (1778 - 1779), které se nacházejí nad kopcem Hůrka (Ovčák) i budovy bývalé mlékárny.
Za první republiky zde bývala vodní elektrárna s dvěma turbínami umístěná cca 50 metrů pod nynější. Nyní po ní není ani památky, byla za minulého režimu zasypána.[zdroj⁠?!]
V roce 1950 bylo Podhůří připojeno spolu s Hořejším Vrchlabím a Kněžicemi připojeno k Vrchlabí. Kdysi v Podhůří fungovaly firmy Tiba a Mileta (budova firmy Siemens).

## Nynější stav
V Podhůří (Hartě) se nachází pošta, vlaková zastávka, fotbalové a rugbyové hřiště. Na vrchu Ovčák se v padesátých letech zkoušela těžit měď, nalezneme zde komunitní ohniště a ovocnou alej. Pod Ovčákem roste chráněná dubová alej. V budově bývalé Tiby je provozována kovovýroba a obchod se smíšeným zbožím, areál bývalé Milety využívá firma Siemens.
Od vlakové zastávky Podhůří k valům z Bramborové války vede asi 2 km dlouhá naučná stezka. Hartou vás také provede hledačka - quest S Gendorfem po Hartě Archivováno 22. 5. 2021 na Wayback Machine.
V Hartě působí tyto spolky a organizace:
Spolek Pro Hartu: https://www.facebook.com/SpolekProHartu
Sbor dobrovolných hasičů Vrchlabí 3: http://hasici.harta.cz/
TJ Jiskra Podhůří (fotbal): https://fc-harta.webnode.cz/
Sokol Harta: http://sokol.harta.cz/
Mad Squirrels Vrchlabí - Rugby League klub: https://www.rugby-vrchlabi.cz/
Junák – český skaut Dobráček Hostinné, Vrchlabí 3: http://hostinne.skauting.cz/
Český červený kříž Trutnov, místní skupina Vrchlabí 3: http://www.cck-trutnov.cz/
Český svaz chovatelů – ZO Vrchlabí: https://www.csch-trutnov.cz/zakl-organizace/zo-vrchlabi/ Archivováno 9. 7. 2021 na Wayback Machine.